# بیستمین سالگرد رستاخیز ۲۸ مرداد (تمبر)
تمبر بیستمین سالگرد رستاخیز ۲۸ مرداد تمبری است از نوع یادبود که به مناسبت سالگرد پیروزی رستاخیز ۲۸ مرداد (تعبیر حکومت پهلوی) و در سال ۱۳۵۲ خورشیدی، در ۱ سری چاپ گردید. این تمبر توسط پست ایران منتشر گردید.